# Holleya
Holleya är ett släkte av svampar. Holleya ingår i familjen Eremotheciaceae, ordningen Saccharomycetales, klassen Saccharomycetes, divisionen sporsäcksvampar och riket svampar.
|         | Coccidiascus                        |
|         |                                     |
| Holleya | \| \| Holleya sinecauda \| \| \| \| |
|         | \| \| Holleya sinecauda \| \| \| \| |
|         | Eremothecium                        |
|         |                                     |
|         | Holleya sinecauda                   |
|         |                                     |

|  | Holleya sinecauda |
|  |                   |